# Жоффруа де Клинтон
Жоффруа де Клинтон (фр. Geoffroy de Clinton; ум. 1134) — англонормандский дворянин, камергер и казначей английского короля Генриха I, основатель замка Кенилворт.

## Биография
Происхождение Жоффруа де Клинтона не известно. По одной из версий, семья, из которой происходил Жоффруа, владела незначительными землями в Сен-Пьер-де-Семийи, современный департамент Манш, Нижняя Нормандия. Фамилия Клинтон, возможно, берёт начало от небольшой деревушки Глимптон в Оксфордшире. По всей видимости, Жоффруа был представителем беднейшего нормандского дворянства и принадлежал к тем людям, которых, по выражению Ордерика Виталия, король Генрих I «поднял из пыли».

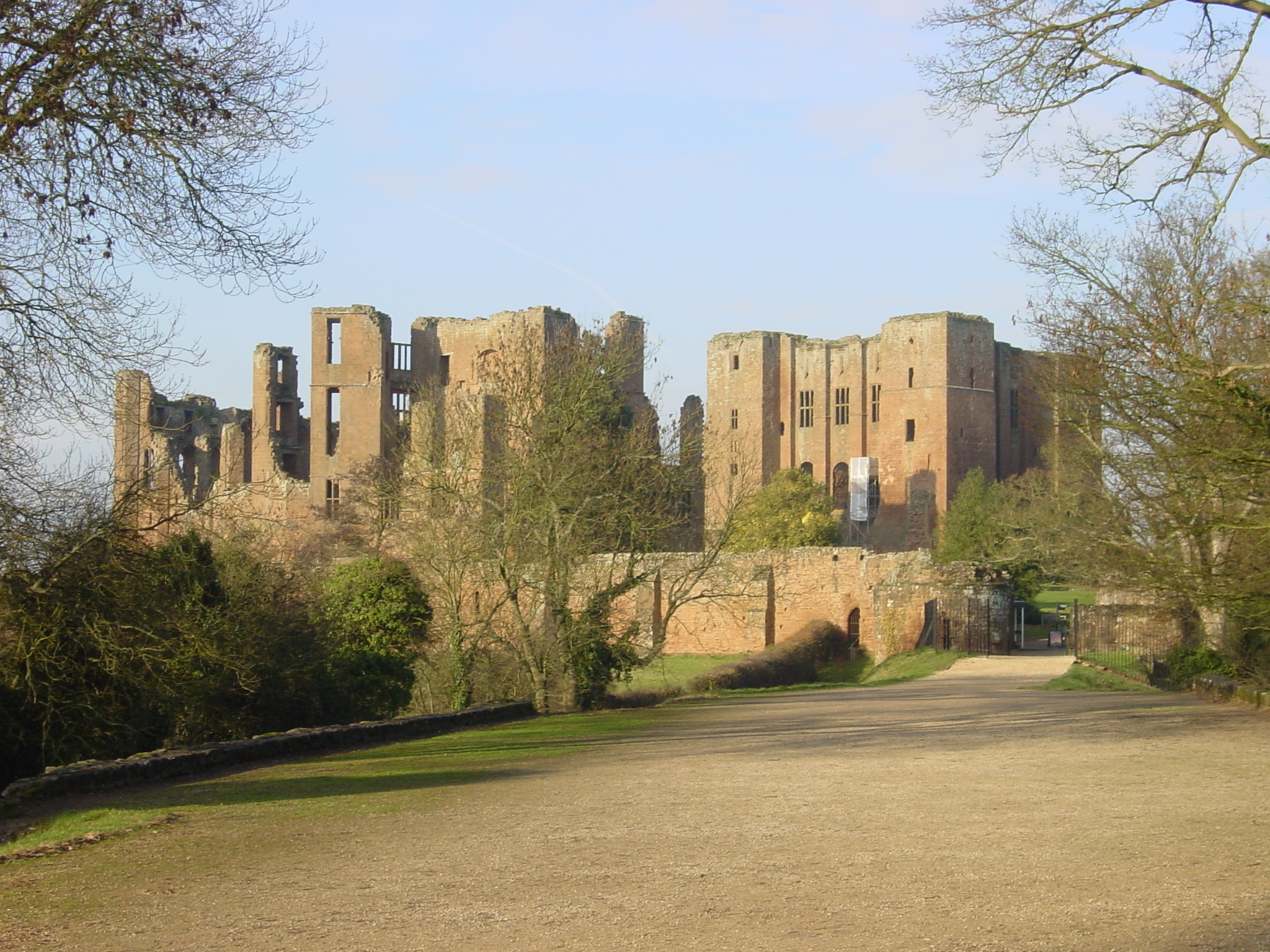
Замок Кенилворт

Очевидно, Жоффруа де Клинтон в начале XII века состоял на службе у Генриха I, занимая один из малозначительных постов в королевской канцелярии. Но уже в 1120 г., после падения казначея и камергера короля Герберта, обвинённого в заговоре против Генриха I, Жоффруа был назначен личным камергером и казначеем короля. Вскоре (вероятно к 1121 г.) Клинтон стал шерифом Уорикшира. В этой позиции он служил противовесом влиянию Рожера де Бомона, 2-го графа Уорика, который не пользовался доверием короля. А после мятежа нормандских баронов 1122 года, одними из лидеров которого были Бомоны, Генрих I заставил графа Уорика передать Жоффруа де Клинтону существенную часть своих владений в Уорикшире. Для закрепления своей власти над этими землями в 1122 г. Жоффруа начал возводить замок Кенилворт, всего в двух милях от крепости Рожера де Бомона в Уорике.
Благодаря земельным пожалованиям Генриха I и своему влиянию как казначея короля, Жоффруа де Клинтон вскоре стал одним из богатейших людей Англии, уступая лишь крупнейшим аристократам королевства. Известно, что он истратил 2000 фунтов на избрание своего племянника Рожера де Клинтона епископом Ковентри в 1129 году. На пасху 1130 г. Жоффруа был обвинён в измене, однако был оправдан судебным трибуналом, в котором заседал, в частности, Давид I, король Шотландии и граф Хантингдон. Возможно обвинение было инициировано Бомонами, которые в этот период вернули себе расположение короля. Жоффруа сохранил свои посты, однако его влияние значительно сократилось. Скончался Жоффруа де Клинтон между 1133 и 1135 г.
Вероятно, бо́льшая часть земельных владений Жоффруа принадлежали ему на праве пожизненного пользования, поскольку после его сын и наследник Жоффруа II де Клинтон уже не обладал богатством своего отца. В начале правления Стефана Блуаского он был вовлечён в длительный военный конфликт с Рожером де Бомоном, графом Уориком, за земли в Уорикшире. Клинтоны потерпели поражение и лишились почти всех своих владений, однако около 1138 г. между сторонами было достигнуто примирение, и Жоффруа II женился на Агнессе де Бомон, дочери графа Уорика. Прямая мужская линия дома де Клинтонов пресеклась в XIII веке. Позднейший род Клинтонов, представители которого, в частности, носили титулы графов Линкольна и герцогов Ньюкасл, происходит от старшего племянника Жоффруа де Клинтона Осберта.